# Scapania subalpina
Scapania subalpina (deutsch Quell-Spatenmoos, Subalpines Spatenmoos oder Alpen-Spatenlebermoos) ist eine Lebermoos-Art aus der Familie Scapaniaceae.

## Merkmale
Scapania subalpina bildet gelbgrüne bis gelbbraune, kräftige Rasen. Die Pflanzen sind bis 5 Zentimeter lang und etwa 2,5 (bis 4) Millimeter breit. Die beiden Blattlappen sind annähernd gleich groß, breit eiförmig und ganzrandig oder etwas gezähnt. Der nicht herablaufende Oberlappen greift weit über das Stämmchen. Der Blattkiel ist wenig gebogen und zirka halb so lang wie das ganze Blatt. Der Blattunterlappen läuft am Stämmchen lang herab. Die Blattzellen der Blattmitte sind dünnwandig, ohne Eckverdickungen und 25 bis 30 Mikrometer groß. Die Zelloberfläche (Kutikula) ist glatt bis feinwarzig.
Die Geschlechterverteilung ist diözisch. Die Perianthmündung ist entfernt gezähnelt. Sporophyten sind öfters entwickelt. An den Blattlappen werden häufig Brutkörper gebildet, sie sind zweizellig und hellgrün.

## Standorte
Die Art wächst an feuchten bis nassen, kalkfreien, sauren, lichtreichen bis sonnigen Stellen in Quellfluren und Flachmooren, auf wasserüberrieseltem Silikatgestein oder an Ufern von Gewässern.

## Verbreitung
Weltweit gibt es Vorkommen in den Gebirgen von West- und Zentraleuropa, in Nordeuropa, Sibirien, Japan, im nördlichen Nordamerika, auf Grönland und in der Arktis.
In Österreich ist die Art in den Zentralalpen meist verbreitet und lebt hier in montanen bis alpinen Höhenlagen, von etwa 1000 bis 2600 Metern Höhe. In Deutschland gibt es seltene Vorkommen im Alpenanteil, im Schwarzwald, im Bayerischen Wald und im Erzgebirge.